# Dolores Hart
Dolores Hart (Chicago, 20 oktober 1938) is een gewezen Amerikaanse filmactrice die sinds 1963 een religieus bestaan leidt als Benedictijnse kloosterlinge.

## Biografie
Dolores Hart werd geboren als Dolores Hicks. Ze nam als artiestennaam de naam 'Hart' aan naar Moss Hart, die haar moeder destijds een contract had aangeboden. Nadat ze in 1956 haar middelbareschoolopleiding had afgerond, kreeg ze direct een grote rol aangeboden in de film Loving You naast Elvis Presley. Ook in de volgende film met Elvis, King Creole, speelde ze mee. In 1961 had ze een hoofdrol in Francis of Assisi. Haar laatste rol speelde ze in 1963 in de film Come Fly with Me.
Tijdens de opnamen van Francis of Assisi ontmoette ze paus Johannes XXIII. De reeds diepgelovige katholieke Hart besloot daarop in te treden in een klooster. Over haar leven is de documentaire God Is the Bigger Elvis gemaakt, die in 2012 werd genomineerd voor een Oscar.
- Biblioteca Nacional de España: XX5168274
- Bibliothèque nationale de France: cb14050393d (data)
- Gemeinsame Normdatei: 1234517116
- International Standard Name Identifier: 0000 0000 7840 4647
- Library of Congress Control Number: no93004865
- MusicBrainz: 67769ea3-1acd-4758-bac9-3d9928a5056f
- Nederlandse Thesaurus van Auteursnamen: 188943471
- Virtual International Authority File: 37118947
- WorldCat: E39PBJbM9Jyk9mwPGqKT7Bk7HC